# Rafflesia tiomanensis
Rafflesia tiomanensis — вид квіткових рослин з роду рафлезія (Rafflesia) родини рафлезієвих (Rafflesiaceae). Описаний у 2021 році.

## Поширення
Ендемік невеликого острова Тіоман в Сіамській затоці біля узбережжя Малайзії.